# 常進 (洪武進士)
常進，大名府元城縣人，明朝政治人物，進士出身。

## 生平
洪武三十年（1397年），春榜進士落榜。明太祖因中式者全為南方人，大怒，親自審卷，并提其為夏榜進士二甲第十二名。